# 田中収 (映画プロデューサー)
田中 収（たなか おさむ、1935年6月20日 - ）は日本映画のプロデューサー。鳥取県出身。

## 概暦
1960年に東宝撮影所に入社。人事部、外国部を経て文芸部へ1972年に契約者となり、その後テレビ部のプロデューサーとなる。1970年代、東宝には田中姓のプロデューサーが3人（友幸、文雄）在籍していたが、3人ともが、ミステリー、SF、ホラーを得意分野としていた。

## 主な作品
- 華麗なる闘い (1969年)
- されどわれらが日々より 別れの詩（1971年）
- 潮騒（1971年）
- 狼の紋章（1973年）
- 日本沈没（1973年）
- 青春の蹉跌（1974年）
- ノストラダムスの大予言（1974年）
- 青葉繁れる（1974年）
- 櫛の火（1975年）
- 東京湾炎上（1975年）
- 妻と女の間（1976年）
- 悪魔の手毬唄（1977年）
- 獄門島（1977年）
- 女王蜂（1978年）
- 聖職の碑（1978年）
- 病院坂の首縊りの家（1979年）